# Стренґелек
Стренґелек (пол. Stręgielek, нім. Klein Strengeln) — село в Польщі, у гміні Позездже Венґожевського повіту Вармінсько-Мазурського воєводства.
Населення — 167 осіб (2011).
У 1975-1998 роках село належало до Сувальського воєводства.

## Демографія
Демографічна структура станом на 31 березня 2011 року:
|          | Загалом | Допрацездатний вік | Працездатний вік | Постпрацездатний вік |
| -------- | ------- | ------------------ | ---------------- | -------------------- |
| Чоловіки | 81      | 8                  | 64               | 9                    |
| Жінки    | 86      | 12                 | 54               | 20                   |
| Разом    | 167     | 20                 | 118              | 29                   |